# Artboy Meets Artgirl (ep)
Cd-ep-udgivelse af moi Caprice fra januar 2003. Sangen Artboy Meets Artgirl var blandt P3's "Ugens Uundgåelige" i 2003.

## Sange
1. "Artboy Meets Artgirl"
2. "The Red Pulpa"
3. "Sometimes There’s No End"
4. "Artboy Meets Artgirl (video)"